# Sommeville
Sommeville est une ancienne commune française du département de la Haute-Marne, elle est associée à la commune de Chevillon depuis le 1er février 1973.

## Histoire
En 1789, ce village dépend de la province de Champagne dans le bailliage de Chaumont et la prévôté de Wassy.
Le 1er février 1973, la commune de Sommeville est rattachée à celle de Chevillon sous le régime de la fusion-association.

## Politique et administration
| Période                                  | Période | Identité       | Étiquette | Qualité       |
| ---------------------------------------- | ------- | -------------- | --------- | ------------- |
|                                          |         | Roland Gulphe  |           |               |
|                                          |         | Michel Simon   |           |               |
|                                          |         | Jean Formet    |           |               |
|                                          |         | Jackie Lefèvre |           |               |
|                                          |         | Gaëtan Perchat |           | Maire délégué |
| Les données manquantes sont à compléter. |         |                |           |               |

## Démographie
| 1793 | 1800 | 1806 | 1821 | 1831 | 1836 | 1841 | 1846 | 1851 |
| ---- | ---- | ---- | ---- | ---- | ---- | ---- | ---- | ---- |
| 177  | 168  | 155  | 184  | 201  | 214  | 200  | 220  | 250  |

| 1866 | 1872 | 1876 | 1881 | 1886 | 1891 | 1896 | 1901 | 1906 |
| ---- | ---- | ---- | ---- | ---- | ---- | ---- | ---- | ---- |
| 305  | 274  | 307  | 286  | 292  | 303  | 323  | 301  | 301  |

| 1911 | 1921 | 1926 | 1931 | 1936 | 1946 | 1954 | 1962 | 1968 |
| ---- | ---- | ---- | ---- | ---- | ---- | ---- | ---- | ---- |
| 315  | 297  | 283  | 216  | 229  | 229  | 237  | 242  | 270  |

## Lieux et monuments
- Église Notre-Dame-de-la-Nativité, reconstruite plusieurs fois ; chœur du XIIIe siècle
- Croix du choléra